# Latarnia morska Monkstone
Latarnia morska Monkstone (ang. Monkstone Lighthouse) – latarnia morska na Kanale Bristolskim, u południowego wybrzeża Walii, położona kilka kilometrów na wschód od przylądka Lavernock Point. 
Latarnia została zbudowana w 1859 roku i do czasu jej modernizacji w 1993 roku nie była przebudowywana. Latarnia jest sterowana z Trinity House Operations Control Centre w Harwich.